# Сакариас, Мигель
Миге́ль Сакари́ас Нога́им (исп. Miguel Zacarías Nogaim; 19 марта 1905, Мехико, Мексика — 20 апреля 2006, Куэрнавака, Морелос, Мексика) — мексиканский кинорежиссёр, сценарист, продюсер и монтажёр.

## Биография
В кино с 1928 года. В конце 1950-х основал кинокомпанию «Сакариас». Снимал фильмы на библейские сюжеты. Был сценаристом, продюсером и монтажёром большинства своих лент.

## Фильмография

### Режиссёр
- 1933 — По волнам / Sobre las olas
- 1934 — Гримасы жизни / Payasadas de la vida
- 1935 — Росарио / Rosario
- 1936 —  / El baúl macabro
- 1939 —  / Los enredos de papá
- 1942 —  / Papá se enreda otra vez
- 1942 —  / Las tres viudas de papá
- 1943 — Скала духов / El Peñón de las Ánimas
- 1943 — Любовное письмо / Una carta de amor
- 1945 —  / Me he de comer esa tuna
- 1945 —  / Flor de durazno
- 1947 —  / Si me han de matar mañana
- 1947 — Одиночество / Soledad (по Х. Рибере)
- 1949 — Пучина / La vorágine
- 1949 —  / El dolor de los hijos
- 1949 —  / Escuela para casadas
- 1950 —  / Piña madura
- 1951 — Низменность / Tierra baja
- 1951 — Маркиза из предместья / La marquesa del barrio
- 1952 —  / Necesito dinero
- 1952 — Сюда идёт Мартин Корона / Ahí viene Martín Corona
- 1952 — Безумная / La loca
- 1952 —  / El enamorado
- 1953 —  / Ansiedad
- 1954 —  / La infame
- 1954 — Не пропусти любовь / Cuidado con el amor
- 1955 — Музыкальная школа / Escuela de música
- 1958 — Золотые сны / Sueños de oro
- 1958 —  / El gran espectáculo
- 1961 — Хуана Гальо / Juana Gallo
- 1964 — Астронавты / Los astronautas
- 1966 —  / La vida de Pedro Infante
- 1966 —  / Los cuatro Juanes
- 1966 — Хуан Колорадо / Juan Colorado
- 1966 —  / Los dos rivales
- 1967 —  / Los alegres Aguilares
- 1969 — Грех Адама и Евы / El pecado de Adán y Eva
- 1970 —  / Estafa de amor
- 1970 —  / Capulina corazón de leon
- 1971 — Иисус, наш Господь / Jesús, nuestro Señor
- 1971 — Иисус, сын Божий / Jesús, el niño Dios
- 1972 — Иисус, Мария и Иосиф / Jesús, María y José
- 1972 —  / Lo que mas queremos
- 1980 —  / La vida de nuestro señor Jesucristo

## Награды
- 1948 / 49 — Золотая премия «Ариэль» («El dolor de los hijos»)
- 1950 — премия Мексиканской киноакадемии («Низменность»)
- 1961 — номинация на Главный приз II Московского международного кинофестиваля («Хуана Гальо»)